# Гълъбът (албум)
„Гълъбът“ е неофициалното име на студиен албум на певицата Лили Иванова, под което е известна дългосвиреща грамофонна плоча с каталожен номер ВТА 2190, издадена през 1977 г. от „Балкантон“. На лицето и задната страна на обложката е написано само „Лили Иванова“. За заглавие на албума в официалния сайт на Лили Иванова е посочено името на първата песен от албума, тъй като нерядко плочите от въпросния период не съдържат недвусмислено заглавие на албум, а само име на изпълнител. Албумът съдържа общо 12 песни и е издаден само на грамофонна плоча.

### Първа страна
1. „Гълъбът“ – 4:41 (м. Александър Йосифов, т. Любомир Левчев, ар. Константин Драгнев)
2. „Земя“ – 3:15 (м. и ар. Стефан Димитров, т. Петя Йорданова)
3. „Икона“ – 3:06 (м. и ар. Тончо Русев, т. Дамян Дамянов)
4. „Изповед“ – 3:33 (м. Александър Йосифов, т. Павел Матев, ар. Константин Драгнев)
5. „Кой ражда болката“ – 3:02 (м. и ар. Митко Щерев, т. Иля Велчев)
6. „Не мога да ти вярвам“ – 3:39 (ар. Константин Драгнев, б. т. Надежда Захариева)

### Втора страна
1. „Обич“ – 4:42 (м. и ар. Митко Щерев, т. Иля Велчев)
2. „Музика“ – 2:56 (м. Александър Йосифов, т. Павел Матев, ар. Константин Драгнев)
3. „Южно момиче“ – 2:31 (м. и ар. Тончо Русев, т. Надежда Захариева)
4. „Спомен“ – 3:35 (м. Асен Гаргов, т. Надежда Захариева, ар. Константин Драгнев)
5. „Остани“ – 3:11 (м. Георги Костов, т. Милчо Спасов, ар. Константин Драгнев)
6. „Експрес танго“ – 3:31 (м. и ар. Найден Андреев, т. Кръстьо Станишев)